# Peter Møller
Peter Møller Nielsen est un footballeur danois né le 23 mars 1972 à Abildgård, près de Frederikshavn.

## Carrière
- 1990-1993 : AaB Ålborg  Danemark
- 1993-1994 : FC Copenhague  Danemark
- 1994-1995 : FC Zurich  Suisse
- 1995-1997 : Brøndby IF  Danemark
- 1997-1998 : PSV Eindhoven  Pays-Bas
- 1998-2000 : Real Oviedo  Espagne
- 2000 : Brøndby IF  Danemark
- 2000-2001 : Real Oviedo  Espagne
- 2001 : Fulham  Angleterre
- 2001-2005 : FC Copenhague  Danemark

## Palmarès
- 20 sélections et 5 buts avec l'équipe du Danemark entre 1991 et 2005[1].